# كارلو ماتريل
كارلو ماتريل (بالإيطالية: Carlo Mattrel)‏ (مواليد 14 أبريل 1937) هو لاعب كرة قدم. يلعب مع منتخب إيطاليا لكرة القدم. سبق له أن لعب في كأس العالم لكرة القدم مع منتخب بلاده.

## روابط خارجية
- كارلو ماتريل على موقع قاعدة بيانات كرة القدم.إي يو (الإنجليزية)
- كارلو ماتريل على موقع ناشيونال فوتبول تيمز (الإنجليزية)
- كارلو ماتريل على موقع عالم كرة القدم.نت (الإنجليزية)